# Escacena del Campo
Escacena del Campo es un municipio español de la provincia de Huelva, Andalucía. El municipio cuenta con una población de 2318 habitantes (INE 2024).

## Geografía
Se encuentra situada a una altitud de 173 metros y a 61 kilómetros de la capital de provincia, Huelva.
El núcleo de Escacena del Campo, muy cerca del límite provincial con Sevilla, se halla emplazado sobre un pequeño cerro o «cabezo» que domina la campiña. Presenta una forma muy irregular, estrecho y alargado, con casi 40 kilómetros de norte a sur. Limita al norte con El Madroño; al este, con Aznalcóllar, Sanlúcar la Mayor y Castilleja del Campo; al sur, con Chucena y Manzanilla; y al oeste, con Paterna del Campo y Berrocal.
Pascual Madoz (1845) nos dirá de Escacena que «el terreno es llano, tierra calma de labor y en parte de montes y de sierra que forman cordillera al Norte de la población y a dos leguas de distancia; en lo general, es tenaz y de secano, habiendo hacia el lado en que están las ruinas de Tejada algunas huertas que se riegan con las aguas del arroyo de Chardachón y otras; en la actualidad se roturan algunas tierras en la falda de los montes, los cuales abastecen a la villa del combustible necesario». 
La forma del término, su historia geomorfológica y la combinación de elementos naturales y humanos dan como resultado que Escacena del Campo se encuentre a caballo entre dos unidades paisajísticas muy contrastadas: el Andévalo y la Campiña. Frente a la mayor orografía, antigüedad de los terrenos, suelos pizarrosos y zonas boscosas de la primera, la campiña es de formación geológica reciente, con suelos arenosos y arcillosos y campos cerealísticos, salpicados con olivos.

### Clima
El clima se puede catalogar como mediterráneo oceánico. Sin embargo, su posición alargada y la orografía le hace conferir ciertas diferencias entre la mitad sur y la septentrional, con matices continentalizadores que se hacen más patentes hacia el Norte. La temperatura media anual es de 16,8 °C, máximas en julio y agosto, con registros medios de 26 °C. Los meses invernales alcanzan temperaturas suaves de unos 10 °C. La presencia de heladas se hace muy rara en la mitad sur y más frecuentes hacia el norte. La oscilación térmica anual se sitúa en torno a los 16 °C. Las precipitaciones medias sobrepasan los 800 mm., al norte y los 600 mm. al Sur. Presentan dos máximos de lluvias en otoño e invierno.

### Hidrografía
En cuanto a la red hidrográfica, al norte de Escacena tiene lugar el nacimiento del río Corumbel, que desemboca en el Tinto. Sin embargo, gran parte de la escorrentía superficial vierte hacia el río Guadiamar. Entre estos pequeños arroyos que recorren la campiña, destacan Sequillo, Tejada, La Cañería, el Barbacena, que sirve de límite con Sevilla, y el Arroyo Alcarayón, que se convierte también en límite con respecto a Manzanilla y Chucena. Se caracterizan por ser de caudal muy irregular y durante la mayor parte del año están secos, aunque con frecuencia, en épocas de lluvias, desbordan sus lechos habituales, erosionando gravemente las deleznables y deforestadas tierras de campiña.

## Historia
Orígenes
La ocupación humana de este territorio se remonta al segundo milenio a. C. Se trataba de una sociedad básicamente agropecuaria, de escasas relaciones con los minerales (Piñón, F, 1986). Pero los principales yacimientos arqueológicos se corresponden con Tejada la Vieja y Tejada, situadas al norte del actual núcleo de Escacena, y datada la primera en el siglo IX a. C. (Márquez, M., 1993, 5). Los orígenes de Escacena están muy ligados a los asentamientos de Tejada, Por tanto, es necesario hacer un breve repaso por los orígenes y devenir histórico de tales poblados, ocupados desde tiempos protohistóricos hasta la Baja Edad Media. 
Tartesos
El poblado de Tejada La Vieja se convirtió en un centro comercial y metalúrgico de cultura tartéssica. Se atestigua en él la presencia de murallas, útiles, viviendas y un cuidado viario. Dominaba el acceso de un área minera y metalúrgica, centrada en la obtención, manipulación y comercialización de la plata, el cobre y el plomo de la sierra de Tejada y, minas de Aznalcóllar y la cuenca minera de Riotinto. Desde Tejada La Vieja se procedía al transporte del mineral para el embarque en el río Guadiamar, por entonces navegable, o directamente hacia la costa, donde se han encontrado restos de un poblado de similar cultura y datación: San Bartolomé de Almonte.
En la colección «Huelva y el Arte» se dice de este viejo yacimiento: «...abarca una superficie de casi 12 hectáreas y está rodeado por una muralla con bastiones, las paredes de ésta son de talud, con una altura aproximada de tres metros, ofreciendo una forma trapezoidal. Su técnica constructiva es de factura oriental. Se realizó levantando dos paredes de mampuestos, y se rellenó el espacio entre ellas con piedras y tierra.» 
Fenicios
Su fama alcanzará a los fenicios, deseosos de buscar productos minerales y comerciar con los pobladores del lugar. Estos confluirán culturalmente con los pobladores nativos y, con su presencia, Tejada la Vieja alcanzará su máximo esplendor entre los siglos VII y V a. C.
Desde entonces se produce un declive de este comercio minero-metalúrgico por la falta de demanda de plata por parte de los pueblos orientales, especializándose las generaciones siguientes en actividades agropecuarias. Por esta causa cobra mayor importancia otro núcleo muy próximo del primero: Tejada La Nueva. A pesar de que durante un período fueron coetáneas, el esplendor de este núcleo determinará el declive progresivo de Tejada La Vieja, cuyos pobladores la abandonarán lenta y pacíficamente, consumándose su desaparición a mediados del siglo IV a. C. (Fernández Jurado, J., 1990). Se emplaza este nuevo poblamiento en una zona topográfica más llana, inmersa en la feraz Campiña, localizada en lo que hoy se conoce como Aldea y Huerta de Tejada. 
Época romana
Durante el dominio de Roma, a partir del siglo II a. C., la ciudad de Tejada la Nueva o Ituci, como por entonces se conocía y se nombraba en los textos, era una de las más importantes del Bajo Guadalquivir, como manifiesta la acuñación de monedas que, curiosamente, mostraban caracteres latinos y púnicos. Ello indica una antigüedad y unas relaciones intensas anteriores con los pueblos cartagineses. Antonio Delgado, en su obra Medallas autónomas españolas (1873), nos habla de tres monedas diferentes que se acuñaban. 
Este territorio sufre una intensa romanización y se observan intensas relaciones comerciales con la ciudad de Itálica en las márgenes de aquel río. También se han hallado restos de un antiguo acueducto que conducía las aguas desde las inmediaciones de Ituci hasta Itálica. Además de Tejada, hay constancias arqueológicas, de esta época, de un poblamiento de «villas» rústicas o pequeños caseríos, en los parajes ahora conocidos como Fuente Seca, El Pelandrero, Cerro de las Laderas, Prado Luna y también en el fuerte de El Castrejón. 
Precisamente, frente a otras teorías que hacen hincapié en un origen árabe, Gordon, M. y Ruhstaller, S. (1992) mantienen, siguiendo la tesis de R. Menéndez Pidal, que la forma primitiva del nombre de Escacena vendría de «villa»» Scatius, de procedencia romana, y que sería una forma toponomástica o sufijo para designar el nombre de una «villa» o caserío rural romano. El topónimo «Campo» se añadió después al de Escacena por encontrarse enclavada en el Campo de Tejada.
Época musulmana
Después de un período de decadencia con las invasiones bárbaras, este núcleo consigue un cierto esplendor con los musulmanes, sobre todo si se tiene en cuenta la decadencia de la vecina Itálica. Silverio Escobar dirá de Tejada: «En tiempos de los árabes fue ciudad importante, llamándola Thaliatha, y en ella había régulos independientes cuando la Reconquista, siendo entonces metrópoli de extenso territorio, conocido ahora bajo el nombre de Campo y Sierra de Tejada. El despoblado conserva aún sus torres y muros árabes, y a poca distancia, en la vertiente de la Sierra, hay ruinas de esta población antigua que llaman Tejada La Vieja (Tucci)» (Escobar y Salazar, 19 10, 9)
La larga impronta del hombre a través de Tartessos, fenicios, romanos y árabes hacen de ambas Tejadas importantísimos yacimientos arqueológicos, que atraen las miradas de curiosos y, sobre todo, de investigadores de la Historia y la Arqueología. Hasta el momento, los trabajos arqueológicos se han centrado más en Tejada La Vieja y menos en La Nueva. De la primera, Jesús Fernández Jurado (1990) nos dirá que «escribir sobre esta ciudad protohistórica es hacerlo sobre uno de los más importantes yacimientos arqueológicos de la llamada época protohistórica». 
Despoblamiento
El progreso y devenir de Escacena del Campo se produce de forma lenta pero imparable, desde la Edad Media, a medida que se asiste a un despoblamiento de Tejada La Nueva por parte de los musulmanes, quizás por los efectos en la pésima salubridad que origina un emplazamiento en zona muy baja, frecuentemente inundada. En las proximidades existían mejores localizaciones para el emplazamiento, en los cerros o alcores, desde donde se dominaba la campiña y la ventilación era mayor. Por ello se inicia, ya durante el dominio musulmán, un traslado masivo de su población creando o desarrollando nuevos núcleos.
La crisis demográfica de Tejada se agravará con la conquista cristiana. Será Escacena, junto a Paterna, Manzanilla, Castilleja o Chucena, una de las principales herederas de Tejada, que aprovechará, además de buena parte de su población, sus mismas piedras para la construcción de edificios. Al principio no sería más que un conjunto de casas de labriegos, pero lentamente tomará verdadero empaque como pueblo.
Reconquista
La conquista de la Tejada árabe y su Campo se produce en 1253 bajo el reinado del rey castellano Alfonso X, entrando a formar parte como tierra de realengo de la ciudad de Sevilla. Pacificada la zona, en el Libro del Repartimiento de Sevilla y su tierra se habla de la existencia en Tejada de «73 pares de casas, aranzadas de tierra, pan, viña y huerta». Pero también se nombra ya, e incluso con mayor riqueza económica, a un naciente «lugar» de Escacena «con 10.000 pies de olivo y 900 aranzadas de tierra» (Escobar y Salazar, S., 1910, p. 99). 
Unos siglos después, consumada la total desaparición de Tejada, el censo o ltinerario de Hernando Colón, de 1541, refleja una población para Escacena de 350 «vecinos que serán unos 500 en 1575, lo que viene a significar una población real de casi 2500 habitantes.
Siglo XVI
En el siglo XVI Escacena contaba con una iglesia parroquial, dos conventos de las Órdenes carmelita y franciscana y cuatro capillas: la de la Trinidad, Soledad, del Cristo de la Veracruz y la Misericordia. La existencia de edificios religiosos y su notable población muestran los perfiles de un pueblo ya importante entre los de su comarca. 
En 1575, Felipe II trató de vender la villa de Escacena a Francisco de Guzmán, marqués de Algaba. Pero será la ciudad de Sevilla quien finalmente costee el pago, evitando que saliera fuera de su jurisdicción. Desde entonces, le fue concedida el privilegio de Villa Real. 
En 1594 Escacena formaba parte del  reino de Sevilla en el Axarafe y contaba con 389 vecinos pecheros.
Siglo XIX
En 1833, con la formación de la provincia de Huelva, Escacena del Campo pasa a depender de ésta y del partido judicial de La Palma del Condado, en detrimento de la provincia de Sevilla, con la cual de siempre había tenido más intensas relaciones económicas e históricas. En 1860 se producen nuevas modificaciones en los límites municipales, beneficiándose Escacena, que incorpora tierras de Andévalo a costa de su vecina Berrocal.

## Demografía
Escacena del Campo cuenta con una población de 2318 habitantes (INE 2024).
| Gráfica de evolución demográfica de Escacena del Campo entre 1842 y 2021                                            |
| |
| Población de derecho según los censos de población del INE Población de hecho según los censos de población del INE |

| 2156                      | 2162 | 2182 | 2174 | 2154 | 2145 | 2075 | 1996 | 2082 | 2095 | 2241 | 2254 | 2278 | 2284 | 2288 | 2325 |
| (Fuente: INE [Consultar]) |      |      |      |      |      |      |      |      |      |      |      |      |      |      |      |

## Economía

### Evolución de la deuda viva municipal
| Gráfica de evolución de Deuda viva del Ayuntamiento de Escacena del Campo entre 2008 y 2021                                |
| |
| Deuda viva del Ayuntamiento de Escacena del Campo en miles de Euros según datos del Ministerio de Hacienda y Ad. Públicas. |

## Comunicaciones

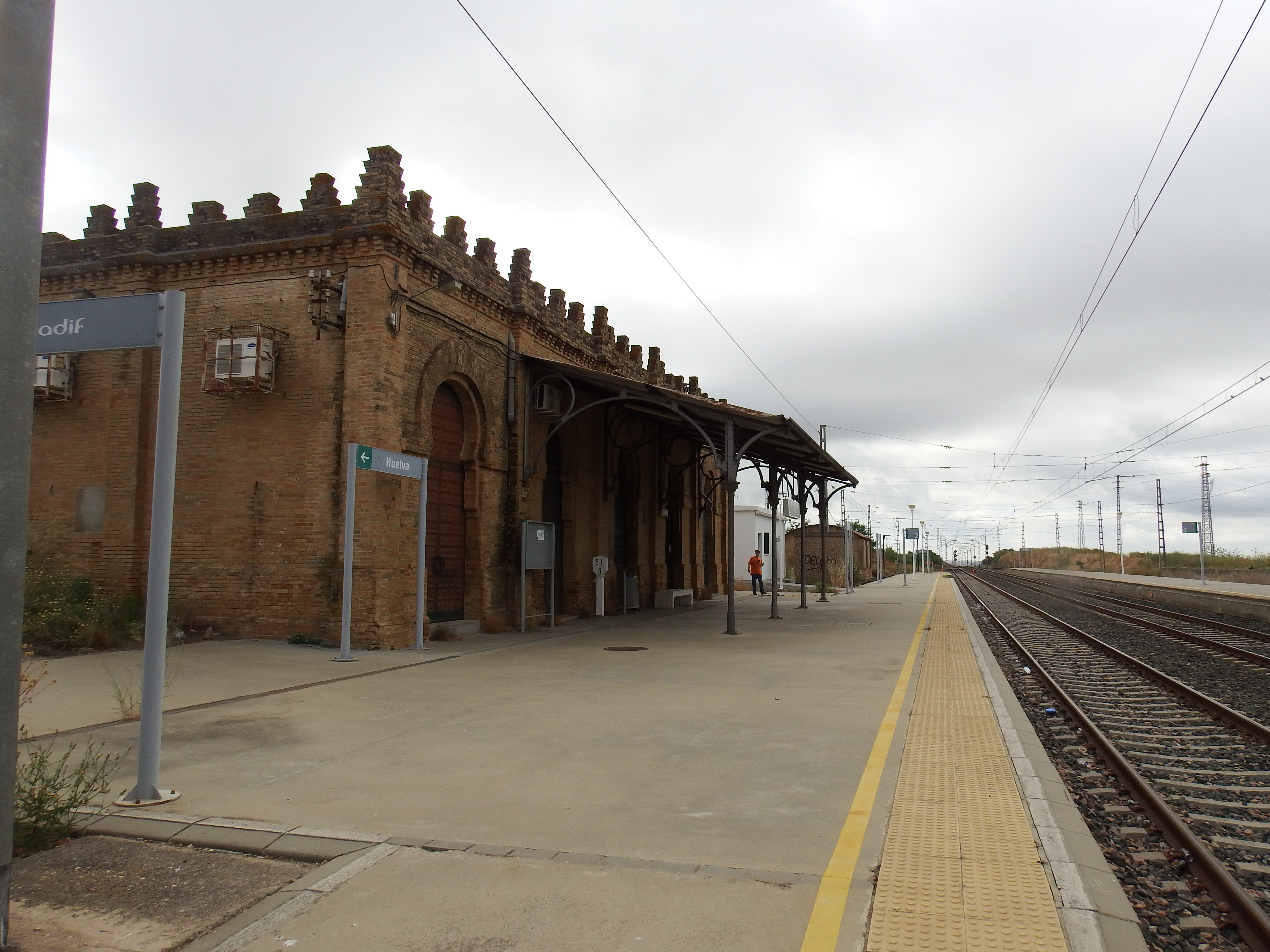
Estación de Escacena, 2022.

Aunque se encuentra retirado de las principales vías de comunicación, es muy fácil y rápido acceder a esta localidad por distintos puntos. Desde Sevilla o Huelva por la autopista A-49, tomamos la salida hacia Chucena e Hinojos, desembocando en la carretera A-481 que entra a Chucena y enlaza más adelante con la A-472, antigua carretera nacional de Sevilla a Huelva; desde aquí nos desviamos por la carretera HV-5132 que nos conduce directamente al pueblo de Escacena del Campo. Desde Aznalcóllar, en la provincia de Sevilla, se puede llegar a Escacena por la carretera local HV-5032, pasando por la aldea de Tejada la Nueva, y también se puede acceder desde Paterna del Campo por la H-5031. Para llegar hasta aquí en tren, la línea de ferrocarril que une Sevilla con Huelva tiene parada en Escacena; desde la estación hasta el pueblo hay una distancia de 1 km aproximadamente.

## Servicios
Educación
- CEIP Virgen de Luna
- Centro de educación de personas adultas

Sanidad
- Consultorio médico

## Monumentos

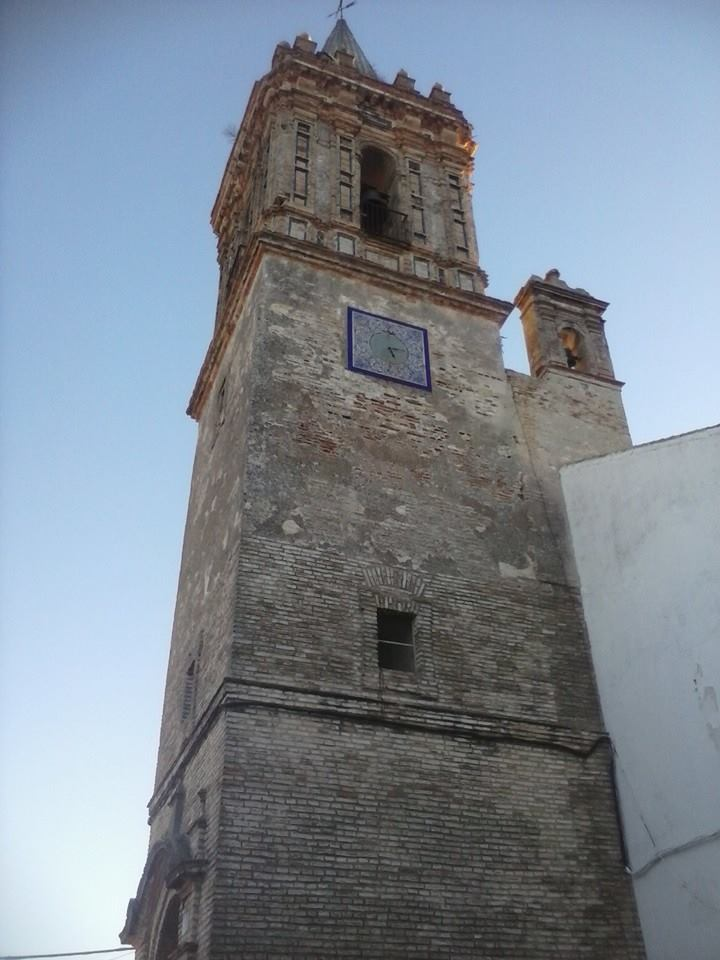

Entre su riqueza monumental destacan las excavaciones arqueológicas y ruinas de ambas Tejadas, donde se alzan aún las murallas árabes y tartésicas. También es singular la iglesia parroquial del Divino Salvador y la Virgen de Luna, siglos XIII a XVIII. Su valor artístico la ha hecho merecedora de ser catalogada como Monumento Histórico Artístico. Fue construida alrededor de una posible mezquita árabe, cuyos restos formó parte de la cúpula y el crucero. 
Ya en el siglo XIX los conventos de las Carmelitas y Franciscanos, del siglo XVII, pero fundados, el primero en 1416 y el segundo en el siglo XVI, habían desaparecido y sobre sus ruinas se habían levantado edificios residenciales.
Otros puntos singulares para la vida rural del escacenero son las llamadas fuentes de «La Cañería» y la del «Atanor» muy importantes para el antiguo abastecimiento de agua de la población y el ganado. Por último, también es romántica y atractiva la arquitectura neomudéjar de la estación, construida a finales del siglo XIX.

## Fiestas
Los Tostones
Se celebran a primeros de febrero. Se trata de un acontecimiento gastronómico que tiene lugar en la Aldea de Tejada, a unos cinco kilómetros de Escacena, destinado a recaudar fondos para la hermandad de San Isidro Labrador, cuya romería se celebra precisamente en dicha aldea en el mes de mayo. El principal manjar del acontecimiento es el tostón, un pan tostado untado con ajo y aceite que se acompaña de sardinas.
Semana Santa
En Escacena procesiona en estación de penitencia tres hermandades que poseen un interesante patrimonio artístico e histórico. Entre el Jueves y el Viernes Santo recorren las calles de la localidad, por un lado, la hermandad del Cristo de la Vera-Cruz y María Stma. De las Angustias en su Soledad, por otro, la hermandad de Ntro. Padre Jesús Nazareno y Nuestra Señora de los Dolores, y por último la Hermandad del Sto. Entierro de Cristo y Soledad de María Santísima.
Garbanzada Popular
Tiene lugar en torno a principios de mayo, en el recinto ferial “José María Cerero Sola” y se celebra a modo de pequeña feria de muestras donde se exponen los productos típicos del municipio. Este evento se convierte en un día de convivencia en el pueblo, pues los escaceneros se reúnen para degustar el garbanzo, producto típico del pueblo por excelencia. De hecho, el garbanzo de Escacena está protegido bajo IGP
Romería de San Isidro Labrador
Hacia el 15 de mayo, la localidad disfruta de la romería dedicada a San Isidro, en la aldea de Tejada la Nueva. Las fiestas transcurren durante un intenso fin de semana repleto de actos, que comienzan con una “velá”, el viernes previo, y la degustación del sabroso “pescaíto frito”. La mañana del sábado, la fiesta continúa con la salida de los romeros que acompañan el simpecado desde el pueblo hasta la aldea de Tejada.
Fiestas de las Cruces
Esta celebración tiene lugar durante el mes de julio; en ella se festeja a las dos cruces que aglutinan el fervor popular: la Santa Cruz de la calle Tejada y la Santa Cruz de Abajo. Las fiestas consisten en la proclamación del mozo de las fiestas y la celebración de actos religiosos y festivos como el rosario, el romerito y la alegre y colorista procesión de las cruces.
Fiestas en honor a la Virgen de Luna
Se celebran a mediados de agosto, en honor de la Virgen de Luna. Los actos festivos comienzan con el pregón del día 13, seguido de la divertida actividad del remojón popular y la apertura oficial del recinto ferial. Festividad de carácter religioso, se celebra una novena dedicada a la patrona en los días previos al 15. En este día tiene lugar la Función Principal de Instituto por la mañana y la procesión de la Virgen, cuando comienza el ocaso.